# Tenoch Huerta Mejía
Tenoch Huerta Mejía, ou simplement Tenoch Huerta, est un acteur mexicain, né le 29 janvier 1981 à Mexico.

## Biographie
Tenoch Huerta Mejía a tourné dans un certain nombre de films, en Amérique latine et en Espagne.
Il est l'un des acteurs choisis dans le livre de Mónica Maristain 30 Acteurs Made in Mexico.
Il apparaît dans le film Sin nombre réalisé par Cary Joji Fukunaga dans le rôle de Lil' Mago, chef de la faction Tapachula du célèbre gang Mara Salvatrucha.
En 2022, il interprète le personnage de Namor dans le film Black Panther: Wakanda Forever.

## Filmographie

### Cinéma
- 2006 : Asi del precipicio de Teresa Suarez : le laveur de vitres
- 2007 : Malamados, en la soledad todo esta permitido de Pedro Ramirez : Aaron
- 2007 : Déficit de Gael Garcia Bernal : Adan
- 2007 : La Zona, propriété privée (La Zona) de Rodrigo Pla : Mario
- 2008 : Sleep Dealer d'Alex Rivera : David Cruz
- 2008 : Casi divas d'Issa López : Domingo
- 2008 : Nessio d'Alan Coton : El araña
- 2008 : Venganza (Solo quiero caminar) d'Agustin Diaz Yanes : David
- 2009 : Sin nombre de Cary Joji Fukunaga : Lil' Mago
- 2009 : Perpetuum Mobile de Nicolas Pereda : Miguel
- 2010 : Depositarios de Rodrigo Ordoñez : Andrés
- 2010 : Chicogrande de Felipe Cazals : Docteur Teran
- 2010 : El narco (El infierno) de Luis Estrada : El diablo
- 2010 : Nomadas de Ricardo Benet :
- 2011 : Dias de gracia d'Everardo Gout : le professeur Lupe
- 2012 : Kill the Gringo (Get the Gringo) d'Adrian Grunberg : Carlos
- 2012 : Cristeros (For Greater Glory : The True Story of Cristiada) de Dean Wright
- 2012 : Colosio : el asesinato de Carlos Bolado : Jesus "Chuy"
- 2012 : La vida precoz y breve de Sabina Rivas de Luis Mandoki : Juan
- 2013 : Matar extraños de Nicolas Pereda et Jacob Secher Schulsinger
- 2013 : Ciudadano Buelna de Felipe Cazals : Zapata
- 2013 : Stand Clear of the Closing Doors de Sam Fleischner : Ricardo Sr.
- 2014 : Gueros (Güeros) d'Alonso Ruizpalacios : Sombra
- 2014 : Paradise Lost (Escobar, Paradise Lost) d'Andrea Di Stefano : frère Roldano (le boss)
- 2014  : El mas buscado de José Manuel Cravioto : Charro Misterioso / Alfredo Rios Galeana
- 2015 : Les 33 (The 33) de Patricia Riggen : Carlos Mamani
- 2015 : Semana Santa d'Alejandra Márquez Abella : Chavez
- 2015 : Camino de Josh C. Waller : Alejo
- 2015 : 007 Spectre (Spectre) de Sam Mendes : l'homme mexicain dans l'ascenseur
- 2015 : Las aparicio de Moises Ortiz Urquidi : Juan
- 2016 : Vive por mi de Chema de la Peña : Gavilan
- 2017 : El silencio es bienvenido de Gabriela Garcia Rivas : le premier soldat
- 2017 : El autor de Manuel Martin Cuenca : Enrique
- 2017 : Ils reviennent (Vuelven) d'Issa López : El Chino
- 2017 : La Carga d'Alan Jonsson : Francisco Tenamaztle
- 2018 : Bel Canto de Paul Weitz : commandant Benjamin
- 2020 : Force obscure (Fuego negro) de Bernardo Arellano : Franco
- 2020 : Son of Monarchs d'Alexis Gambis : Mendel
- 2021 : American Nightmare 5 : Sans limites (The Forever Purge) d'Everardo Gout : Juan
- 2021 : Madres de Ryan Zaragoza : Beto
- 2022 : Black Panther : Wakanda Forever de Ryan Coogler : Namor
- 2023 : Tare d'Andrea Martinez Crowther : Lui
- 2024 : Pedro Páramo de Rodrigo Prieto : Juan Preciado
- 2026 : Avengers: Doomsday de Anthony et Joe Russo : Namor

### Télévision
- 2008 : Capadocia (série télévisée) : Toño
- 2010 : Los minondo (série télévisée) : Nacho, la trentaine
- 2011 : El encanto del aguila (série télévisée) : Emiliano Zapata
- 2012 : Cloroformo (série télévisée) : El Bufalo
- 2015-2016 : Mozart in the Jungle (série télévisée) : Manuel
- 2016 : Hasta que te conoci (série télévisée) : Nereo
- 2016-2017 : Blue Demon (série télévisée) : Alejandro Muñoz, alias Blue Demon
- 2018-2020 : Narcos: Mexico (série télévisée) : Rafael Caro Quintero, alias Rafa
- 2018-2020 : Aqui en la Tierra (série télévisée) : Adan Cruz
- 2023 :L'Elu(série télévisée) : Lemuel